# Vulbens
Vulbens település Franciaországban, Haute-Savoie megyében. Lakosainak száma 1698 fő (2022. január 1.). Vulbens Collonges, Pougny, Chevrier, Clarafond-Arcine, Dingy-en-Vuache és Valleiry községekkel határos.

## Népesség
A település népessége az elmúlt években az alábbi módon változott:
| Lakosok száma | 1275 | 1521 | 1609 | 1588 | 1614 | 1630 | 1645 | 1650 | 1698 |
|               | 2013 | 2015 | 2016 | 2017 | 2018 | 2019 | 2020 | 2021 | 2022 |